# Siri (Apple)
Siri is een virtuele assistent voor mobiele besturingssystemen zoals iOS, iPadOS, tvOS, watchOS, audioOS en voor macOS.
Eind 2016 kreeg de server van Apple twee miljard Siri-verzoeken per week.

## Werking
De toepassing gebruikt computationele taalkunde om aanbevelingen te doen en acties uit te voeren waarbij de uitvoering gebeurt door een aantal webservices. Volgens de fabrikant past de toepassing zich aan aan de voorkeuren van de gebruiker en worden de resultaten gepersonaliseerd.
Siri kan taken uitvoeren zoals:
- reserveren van een taxi of een tafel in een restaurant
- een afspraak inplannen in de agenda
- navigeren naar een gewenste bestemming
- muziek afspelen
- informatie opzoeken op internet
- handelingen verrichten, zoals een foto nemen
- eenvoudige informatie raadplegen zoals het weer of een wisselkoers

## Geschiedenis
Siri werd oorspronkelijk als project ontwikkeld door de afdeling kunstmatige intelligentie van SRI International. Het onderdeel spraakherkenning werd ontwikkeld door Nuance Communications en maakt gebruik van machinaal leren om te kunnen functioneren. Siri werd aangeboden als een applicatie via de applicatiewinkel App Store.
Apple Inc. kocht het programma twee maanden later op 28 april 2010, en werd geïntegreerd in de iPhone 4S die uitkwam in oktober 2011. De aangekondigde ontwikkeling van BlackBerry OS- en Androidapplicaties werd stopgezet na de aankoop door Apple. De oorspronkelijke versie voor de iPhone 4S ontving gemengde reacties. De stemherkenning en context van de zinnen werd geprezen, maar er was kritiek op de strakke commando's en een gebrek aan flexibiliteit. Ook werden bepaalde Engelse dialecten slecht verstaan.
Siri is sinds oktober 2011 volledig geïntegreerd in iOS 5 en hoger. Onofficieel is het ook mogelijk om Siri te gebruiken op de iPhone 4, iPhone 3GS en iPad 1, iPad 2 en iPad 3 met behulp van een programma genaamd Spire.
De virtuele assistent werd een integraal onderdeel in de producten van Apple, en is ook toegevoegd in andere hardware zoals de iPad, iPod Touch, Apple TV, HomePod en Mac-computers.
Met de komst van iOS 10 in 2016 maakte Apple het ook mogelijk voor ontwikkelaars om toepassingen voor Siri te ontwikkelen. In iOS 11 werden de stemmen van Siri duidelijker en meer natuurlijk, kan er worden gereageerd op vervolgvragen, en kunnen zinnen worden vertaald naar een andere taal.

## Partners
De acties en antwoorden van Siri berusten op een groeiende verzameling partners, zoals:
- OpenTable, Gayot, CitySearch, BooRah, Yelp, Yahoo Local, ReserveTravel, Localeze voor vragen over restaurants en zaken;
- Eventful, StubHub, en LiveKick voor concerten en voorstellingen;
- MovieTickets, Rotten Tomatoes en The New York Times voor informatie over films en recensies;
- True Knowledge,[7] Bing Answers, en Wolfram Alpha voor het antwoorden op feitelijke vragen;[8]
- Bing, Yahoo! en Google voor het zoeken op het web.
- Shazam voor het herkennen van muziek of tv-programma's. Shazam is ook te downloaden in de App Store.

## Ondersteunde toestellen

### iPhone
- iPhone 6s
- iPhone 6s Plus
- iPhone SE
- iPhone 7
- iPhone 7 Plus
- iPhone 8
- iPhone 8 Plus
- iPhone X
- iPhone Xs (Max)
- iPhone XR
- iPhone 11
- iPhone 11 Pro
- iPhone 11 Pro Max
- iPhone 12 Mini
- iPhone 12
- iPhone 12 Pro
- iPhone 12 Pro Max
- iPhone 13 (Mini, Pro, Pro Max)
- iPhone 14
- iPhone 15
- iPhone 16

### iPod Touch
- iPod Touch (vijfde generatie)
- iPod Touch (zesde generatie)

### iPad
- iPad Air (derde generatie)
- iPad Air (vierde generatie)
- iPad Air (vijfde generatie)
- iPad mini (vijfe generatie)
- iPad Pro 12,9-inch (derde generatie)
- iPad Pro (11-inch)
- iPad Pro 12,9-inch (tweede generatie)
- iPad Pro (10,5-inch)
- iPad Pro (9,7-inch)
- iPad (6e generatie) of nieuwer

### Mac
Alle modellen die macOS 10.12 Sierra
ondersteunen, waaronder
- iMac
- iMac Pro
- MacBook
- MacBook Air (modellen die later zijn geïntroduceerd dan 2018)
- MacBook Pro (modellen die later zijn geïntroduceerd dan 2018)
- Mac mini
- Mac Pro

### Overige
- Alle Apple Watch-modellen
- Apple TV
- HomePod
- Beats Fit Pro
- Beats Studio Buds
- Powerbeats (model 2020)
- Powerbeats Pro
- Solo Pro

## Talen
Siri kent sinds het begin (iOS 5) de volgende talen:
- Amerikaans-Engels
- Brits-Engels
- Australisch-Engels

- Frans
- Duits

Sinds de software-update naar iOS 5.1 kent Siri ook:
- Japans

In iOS 6 werd Siri ook beschikbaar voor de derde generatie iPad en kwamen er ook de volgende talen bij:
- Canadees-Engels
- Canadees-Frans
- Spaans
- Mexicaans-Spaans
- Italiaans

- Zwitserland: Duits, Frans en Italiaans
- Koreaans
- Chinees Mandarijn
- Taiwanees Mandarijn
- Hongkong-Kantonees

Vanaf iOS 8.3 op 8 april 2015:
- Nederlands
- Thais
- Turks
- Russisch

- Deens
- Portugees
- Indiaas-Engels
- Zweeds

Vanaf iOS 9.0:
- Noors
- Vlaams